# 华龙证券
华龙证券股份有限公司，简称华龙证券，前身是2001年5月18日于甘肃省兰州市城关区成立的综合类证券公司。2016年1月21日，华龙证券在全国中小企业股份转让系统挂牌。在证监会公布的2016年证券公司分类结果中，华龙证券被评为BBB级。
2021年7月24日，中国证券监督管理委员会发布《2021年证券公司分类结果》，其中华龙证券被评为BBB级，较2020年的B级有所上升。

## 债券违约
2016年12月13日，华龙证券约5亿元政策性金融债违约，导致国海证券代持案爆发。